# Willard S. Curtin

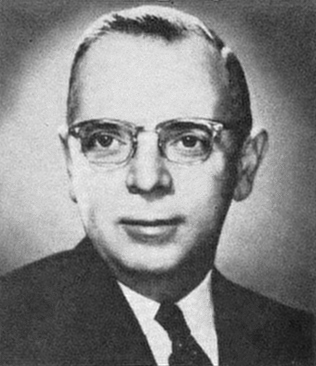
Willard S. Curtin (1965)

Willard Sevier Curtin (* 28. November 1905 in Trenton, New Jersey; † 4. Februar 1996 in Fort Myers, Florida) war ein US-amerikanischer Politiker. Von 1957 bis 1967 vertrat er den Bundesstaat Pennsylvania im US-Repräsentantenhaus.

## Werdegang
Im Jahr 1911 zog Willard Curtin mit seinen Eltern nach Morrisville in Pennsylvania, wo er die öffentlichen Schulen besuchte. Danach studierte er bis 1929 an der Pennsylvania State University. Nach einem anschließenden Jurastudium an der University of Pennsylvania und seiner 1932 erfolgten Zulassung als Rechtsanwalt begann er in Morrisville in diesem Beruf zu arbeiten. Zwischen 1938 und 1949 war er einer der stellvertretenden Bezirksstaatsanwälte im Bucks County; von 1949 bis 1953 übte er dort das Amt des Bezirksstaatsanwalts aus. Gleichzeitig schlug er als Mitglied der Republikanischen Partei eine politische Laufbahn ein. In den Jahren 1954 bis 1956 gehörte er dem Staatsvorstand seiner Partei an.
Bei den Kongresswahlen des Jahres 1956 wurde Curtin im achten Wahlbezirk von Pennsylvania in das US-Repräsentantenhaus in Washington, D.C. gewählt, wo er am 3. Januar 1957 die Nachfolge von Karl C. King antrat. Nach vier Wiederwahlen konnte er bis zum 3. Januar 1967 fünf Legislaturperioden im Kongress absolvieren. In diese Zeit fielen unter anderem die Kubakrise, der Beginn des Vietnamkrieges und innenpolitisch der Höhepunkt der Bürgerrechtsbewegung.
1966 verzichtete Curtin auf eine weitere Kongresskandidatur. Nach dem Ende seiner Zeit im US-Repräsentantenhaus zog er sich aus der Politik zurück. Er verbrachte seinen Lebensabend in Fort Myers, wo er am 4. Februar 1996 verstarb.